# Кімболтон (Огайо)
Кімболтон (англ. Kimbolton) — переписна місцевість (CDP) в США, в окрузі Гернсі штату Огайо. Населення — 152 особи (2020).

## Географія
Кімболтон розташований за координатами 40°9′3″ пн. ш. 81°34′33″ зх. д. / 40.15083° пн. ш. 81.57583° зх. д. (40.150857, -81.575835).  За даними Бюро перепису населення США в 2010 році переписна місцевість мала площу 1,29 км², уся площа — суходіл.

## Демографія
Згідно з переписом 2010 року, у переписній місцевості мешкали 144 особи в 55 домогосподарствах у складі 38 родин. Густота населення становила 112 особи/км².  Було 72 помешкання (56/км²).
Расовий склад населення:
| - 97,9 % — білих |

До двох чи більше рас належало 2,1 %. Частка іспаномовних становила 0,0 % від усіх жителів.
За віковим діапазоном населення розподілялося таким чином: 28,5 % — особи молодші 18 років, 63,9 % — особи у віці 18—64 років, 7,6 % — особи у віці 65 років та старші. Медіана віку мешканця становила 36,0 року. На 100 осіб жіночої статі у переписній місцевості припадало 105,7 чоловіків;  на 100 жінок у віці від 18 років та старших — 106,0 чоловіків також старших 18 років.
Цивільне працевлаштоване населення становило 27 осіб. Основні галузі зайнятості: роздрібна торгівля — 100,0 %.